# Дипендра
Дипендра (непальск. दीपेन्द्र वीर विक्रम शाह; Dipendra Bir Bikram Shah; 27 июня 1971 — 4 июня 2001) — наследный принц Непала с 1972 по 2001 год из династии Шах. Формально одиннадцатый король Непала с 1 по 4 июня 2001.
Старший сын короля Бирендры и королевы Айшварии; наследный принц Непала.

## Образование
Дипендра получил раннее образование в школе Буданилкантха в Катманду. Позже он поступил в Итонский колледж в Великобритании, после окончания которого учился в университете Трибхувана в Непале, а затем поступил в Военную академию Непала в Харипати. Принц Дипендра изучал географию в университете Трибхувана; получил степени магистра и был аспирантом того же университета. Прошел военную подготовку в Академии Королевской непальской армии гуркхов, а курс пилотирования — в Департаменте гражданской авиации.

## Интересы
Дипендра интересовался сферой социального обслуживания и спортом. Он посещал различные национальные и международные спортивные церемонии, в которых участвовали непальские игроки. Дипендра стал каратистом, когда учился в Англии, и получил черный пояс примерно в 20 лет. Он был покровителем Национального спортивного совета и скаутов Непала. Дипендра также писал статьи, которые публиковались в непальских периодических изданиях. Его сочинения часто были посвящены государственности и национальности.

## Обстоятельства смерти
Основным мотивом расстрела наследным принцем королевской семьи считается недовольство родителей из-за планов его женитьбы. Невестой была выбрана Девьяни Рана из семейства Рана рода Гвалиор. Принцесса Шрути была категорически против брака Дипендры с Девьяни Рана. Семейство Рана на промежутке в несколько десятилетий ранее узурпировали власть в стране, установив династию премьер-министров с титулом Махараджа. Однако в истории было немало случаев браков между кланами кшатриев Рана и Шах.
Согласно официальным источникам, Дипендра отверг выбор своей матери и расстрелял всё семейство во время традиционного обеда. Среди погибших были его отец — король Бирендра, а также мать, брат и сестра. После этого он несколько дней находился в коматозном состоянии и в это время был провозглашён королём Непала. Он умер 4 июня 2001 года от нанесённого себе огнестрельного ранения в голову, и на трон взошёл его дядя Гьянендра Бир Бикрам Шах, впоследствии лишённый власти (январь 2007 года) и трона в 2008 году.
Гьянендра находился в момент трагедии в городе Покхара и после расстрела королевской семьи оказался ближайшим родственником короля. Сын Гьянендры, наследный принц Парас, также находился во время событий 1 июня 2001 года в королевском дворце, но ему посчастливилось избежать ранений. Расстрел королевской семьи нанёс непоправимый удар по имиджу монархии в глазах населения.
В Непале существует много версий события, которые значительно отличаются от официальной.

## Версии и теории
Мотивы Дипендры расстрелять свою семью неизвестны, но существует разные версии. Дипендра желал жениться на Девьяни Ране, с которой познакомился в Англии, но  родители Дипендры возражали. Дипендре прямо сказали, что в случае женитьбы на Девьяни он должен будет отказаться от своих претензий на трон. По другой теории, Дипендра был недоволен переходом страны от абсолютной к конституционной монархии и что после Народного движения 1990 года оппозиции было отдано слишком много власти.
Обстоятельства убийства королевской семьи вызывают много споров, и даже сегодня, когда монархия упразднена, в Непале остается много вопросов относительно ее причины. До сих пор нет ответов на многие вопросы, к примеру: очевидное отсутствие безопасности на мероприятии; отсутствие принца Гьянендры; тот факт, что, несмотря на то что принц Дипендра был правшой, самострельная рана головы была расположена в области левого виска; и, наконец, последующее расследование длилось всего две недели и не включало в себя какой-либо серьезной криминалистической экспертизы.
Газета «Rajdhani» на непальском языке со ссылкой на неназванные источники из государственной следственной комиссии сообщила, что группа следователей допросила более 150 человек, включая выживших и экспертов по баллистике, и что более 99% из допрошенных заявили, что, «всю ответственность несёт Дипендра».

## Жертвы расстрела королевской семьи
Погибли
- король Бирендра, отец
- королева Айшварья, мать
- принц Нираджан, брат
- принцесса Шрути, сестра
- принц Дхирендра, брат короля Бирендры, отказавшийся от титула
- принцесса Шанти, сестра короля Бирендры
- принцесса Шарада, сестра короля Бирендры
- принцесса Джаянти, двоюродная сестра короля Бирендры
- Кумар Кхадга, муж принцессы Шарады

Получили ранения
- принцесса Шова, сестра короля Бирендры
- Кумар Горах, муж принцессы Шрути
- принцесса Комал, жена короля Гьянендры
- Кетаки Сингх, двоюродная сестра короля Бирендры

Сам Дипендра умер через три дня. Мать Кумара Кхадга Бодх Кумари Шах умерла от шока, услышав новость о смерти сына.